# الزبری ول
الزبری ول (به انگلیسی: Aylesbury Vale) یک منطقهٔ مسکونی در بریتانیا است که در باکینگهام‌شر واقع شده‌است.